# Alfred Krühne
Alfred Krühne (* 25. September 1870 in Magdeburg; † im 20. Jahrhundert) war ein deutscher Reichsgerichtsrat.

## Leben
Während seines Studiums wurde Krühne Mitglied beim Verein Deutscher Studenten Göttingen. 1892 bestand er die erste juristische Staatsprüfung "ausreichend" und die zweite juristische Staatsprüfung mit "gut". Im selben Jahr wurde er zum Gerichtsassessor ernannt und kam zunächst Anfang des nächsten Jahres an das Amtsgericht Magdeburg. 1904 wurde er Amtsrichter am Amtsgericht Sangerhausen. Zum Landrichter beim Landgericht Göttingen befördert wurde er 1908. Landgerichtsrat wurde er 1912. Im selben Jahr wurde er Landgerichtsdirektor am Landgericht Allenstein. 1920 wurde er an das Reichsgericht berufen. Im Oktober 1936 trat er in den Ruhestand.

## Quelle
- Friedrich Karl Kaul: Geschichte des Reichsgerichts, Band IV (1933–1945), Ost-Berlin 1971, S. 278